# Gaspar Ariño Ortiz
Gaspar Ariño Ortiz (Utiel, Valencia, 6 de enero de 1936-Madrid, 5 de enero de 2023) fue un abogado, catedrático y político español. 

## Biografía
Licenciado en Derecho por la Universidad de Valencia (1953-1958) y doctorado por la Universidad de Madrid. Fue miembro de los Colegios de Abogados de Madrid y Valencia, y fundador del Bufete Ariño y Asociados. Ha sido profesor agregado de derecho administrativo en la Universidad de Madrid (1972-1978), catedrático de derecho administrativo en las universidades de La Laguna (1978-1980), Barcelona (1981-1982) y Valladolid (1983-1988), y desde 1988 de la Universidad Autónoma de Madrid. Fue elegido diputado por el Partido Popular por la provincia de Valencia (1989-1993) en las elecciones generales españolas de 1989 y en 1996 fue miembro del Consejo Consultivo de Privatizaciones.
Desarrolló estudios sobre el contrato, la administración institucional, el dominio público. Participó en la elaboración de un nuevo Derecho Administrativo, donde la regulación ocupa un lugar preeminente.
Casado con María Gutierrez Noguera, el matrimonio tuvo cinco hijos.

## Obras seleccionadas
- "Las tarifas de los servicios públicos: poder tarifario, poder de tasación y control judicial" (1976)
- "Estatuto de la empresa pública" (1980)
- "La reforma de la ley de contratos del Estado" (1984)
- "El proyecto de ley sobre televisión privada" (1987)
- "El nuevo servicio público" (1997)
- "La financiación de los partidos políticos" (2009)

"Lecciones de Administración (y políticas públicas)" (2011)
"Regulación (lecturas escogidas)" (2014)